# トゥルー・ロマンス
『トゥルー・ロマンス』（True Romance）は、1993年のアメリカ映画。脚本 ： クエンティン・タランティーノ、監督 ： トニー・スコット、製作 ： ワーナー・ブラザース。

## 解説
爽快な展開のロード・ムービーだが、アクション・バイオレンスとラブ・ロマンスの要素と暴力・ドラッグ、そしていくらかのセックスで満たされたラブストーリー。
主人公がコミック・ショップに勤め、千葉真一主演の映画『激突! 殺人拳』を観ているシーンや、主人公の部屋に千葉の主演映画『カミカゼ野郎 真昼の決斗』と『東京-ソウル-バンコック 実録麻薬地帯』のポスターがそれぞれ貼ってある様は、脚本を執筆したクエンティン・タランティーノ自身を投影させている。
脇役で著名な俳優が多く出演していることは（#キャスト参照）、翌年公開されたタランティーノが演出した『パルプ・フィクション』にも共通している。
愛し合う男女の危険で暴力的な逃避行という設定は、1973年のテレンス・マリック監督『地獄の逃避行』へのオマージュであり、テーマ音楽の「You're So Cool 」は、『地獄の逃避行』のテーマ曲：カール・オルフの「Gassenhauer 」を意識したものとなっている。脚本ではエンディングで2人とも死ぬ設定だったが、監督のトニー・スコットがどうしてもハッピーエンドで終わりたいという希望から急遽脚本を変更した。このためタランティーノはヘソを曲げ、脚本の権利を返却させようとしたが、既に撮影に入っており多額の損が出るため、主役のクリスチャン・スレーターがタランティーノに直談判し、「たのむよ、クエンティン。クラレンスを殺さないでくれ」と説得して渋々了承させた。
日本公開時のキャッチコピー「獰猛な愛だけが生き残る」。

## ストーリー
ある夜、若い男が若い女に出会う。2人は深い恋に落ち、翌日には結婚する。しかし女は、コールガールだった。男は彼女のポン引きを殺し、彼女の荷物と間違えてヒモのコカインを盗んでしまう。しかもそのコカインは、イタリアン・マフィアのものだった。マフィアに追われて逃亡する2人。やがてそこにハリウッドのワル、警察も複雑に絡んできて…。

## スタッフ
- 監督：トニー・スコット
- 脚本：クエンティン・タランティーノ
- 音楽：ハンス・ジマー

## キャスト
| 役名                       | 俳優                         | 日本語吹替                                          | 日本語吹替                         | 日本語吹替                       |
| 役名                       | 俳優                         | ソフト版                                            | 日本テレビ版                       | テレビ東京版                     |
| -------------------------- | ---------------------------- | --------------------------------------------------- | ---------------------------------- | -------------------------------- |
| クラレンス・ウォリー       | クリスチャン・スレーター     | 家中宏                                              | 山寺宏一                           | 山寺宏一                         |
| アラバマ・ウィットマン     | パトリシア・アークエット     | 松本梨香                                            | 雨蘭咲木子                         | 本田貴子                         |
| クリフォード・ウォリー     | デニス・ホッパー             | 柴田秀勝                                            | 有川博                             | 池田勝                           |
| フロイド                   | ブラッド・ピット             | 磯部弘                                              | 小野健一                           | 高木渉                           |
| ヴィンセンツォ・ココッティ | クリストファー・ウォーケン   | 小川真司                                            | 小林勝彦                           | 野沢那智                         |
| ドレクスル・スパイビー     | ゲイリー・オールドマン       | 中田和宏                                            | 大塚明夫                           | 大塚明夫                         |
| ディック・リッチー         | マイケル・ラパポート         | 平田広明                                            | 二又一成                           | 藤原啓治                         |
| リー・ドノウィッツ         | ソウル・ルビネック           | 秋元羊介                                            | 江原正士                           | 玄田哲章                         |
| ビッグ・ドン               | サミュエル・L・ジャクソン    | 江川央生                                            | 桜井敏治                           | 田原アルノ                       |
| コーディ・ニコルソン       | トム・サイズモア             | 小杉十郎太                                          | 田中亮一                           | 牛山茂                           |
| エリオット・ブリッツァー   | ブロンソン・ピンチョット     | 坂口哲夫                                            | 麻生智久                           | 佐久田脩                         |
| ニッキー・ダイムス         | クリス・ペン                 | 古田信幸                                            | 廣田行生                           | 星野充昭                         |
| マーティ                   | ポール・ベイツ               | 菅原正志                                            | 有本欽隆                           | 宝亀克寿                         |
| 助言者エルヴィス           | ヴァル・キルマー             | 荒川太朗                                            | 伊藤栄次                           | 菅原正志                         |
| ヴァージル                 | ジェームズ・ガンドルフィーニ | 青森伸                                              | 佐藤正治                           | 銀河万丈                         |
| 警部                       | エド・ローター               | 沢木郁也                                            | 中博史                             | 有本欽隆                         |
| 日本語版制作スタッフ       |                              |                                                     |                                    |                                  |
| 演出                       | 演出                         | 福永莞爾                                            | 福永莞爾                           | 高橋剛                           |
| 翻訳                       | 翻訳                         | 石田泰子                                            | 平田勝茂                           | 植田尚子                         |
| 調整                       | 調整                         | 金谷和美 新井保雄                                   | 新井保雄                           | 重光秀樹                         |
| 効果                       | 効果                         | N/A                                                 | 神保大介                           | リレーション                     |
| プロデューサー             | プロデューサー               | 三上満雄 （松竹富士） 内田正仁 （アミューズビデオ） | 門屋大輔 （日本テレビ）            | 深澤幹彦 渡邉一仁 （テレビ東京） |
| 担当                       | 担当                         | N/A                                                 | 中西真澄                           | 別府憲治                         |
| 制作                       | 制作                         | プロセンスタジオ                                    | プロセンスタジオ                   | ケイエスエス                     |
| 初回放送                   | 初回放送                     | N/A                                                 | 1997年1月17日 『金曜ロードショー』 | 1999年5月6日 『木曜洋画劇場』    |

## 評価
映画批評サイトのRotten Tomatoesは、51件のレビューに基づき92%の評価を示し、評価の平均点を10点中7.5点としている。
また批評家の総意を「本作は最高の意味で面白く暴力的な行動を描いている」としている。
批評家のロジャー・エバートは、4つ星満点中3つ星の評価を付けた。また、この映画のエネルギーとスタイルは爽快であるとし、
クリスチャン・スレーターは、映画が必要としている生意気な無謀さを持っており、パトリシア・アークエットは、ふしだらな女と親友という役を魅力的に描いたと評している。